# Jencarlos Canela
 (septembre 2013).
Si vous disposez d'ouvrages ou d'articles de référence ou si vous connaissez des sites web de qualité traitant du thème abordé ici, merci de compléter l'article en donnant les références utiles à sa vérifiabilité et en les liant à la section « Notes et références ».
Pour les articles homonymes, voir Canela (homonymie).
Jencarlos Canela est un musicien, auteur-compositeur, chanteur et acteur américain né le 21 avril 1988 à Miami en Floride.

## Biographie
Né à Miami, de parents cubains, Jencarlos Canela a deux frères et une sœur, dont un également acteur, Jason Canela.
Il est diplômé en 2006 de l'École Nouveau Monde des Arts de Miami, en Floride, avec mention.
En septembre 2011, Jencarlos Canela et Gaby Espino font une twitcam sur le réseau social 
Twitter et confirment en direct qu'ils ont bien une relation ensemble. Ils en profitent pour annoncer qu'ils attendent leur premier enfant ensemble. Gaby a donné naissance à leur fils, Nickolas Canela Espino, le 12 février 2012. Le parrain est le chanteur Armando Christian Pérez, plus connu sous le nom de Pitbull et la marraine est Cristina Saralegui. Il est également considéré comme le deuxième père de Oriana Lander Espino, fille de son ex-compagne, Gaby Espino. Il a un lien très spécial avec elle, ils se considèrent comme des meilleurs amis et comme des confidents.
Le 26 août 2014, Jencarlos Canela et Gaby Espino confirment sur leur page officielle Facebook qu'ils mettent fin à leur relation.
En 2014, après la mort tragique de son amie, Mónica Spear, il lui écrit la chanson « Amiga » pour lui rendre hommage.
Le 15 septembre 2021, après plus de 3 ans de relation, le mannequin Danyeshka Hernández a annoncé sur son compte Instagram sa rupture avec l’acteur en postant une vidéo de leurs meilleurs moments.

## Carrière
Cette section ne s'appuie pas, ou pas assez, sur des sources secondaires ou tertiaires indépendantes du sujet. Le texte peut contenir des analyses inexactes ou inédites de sources primaires.
Pour l'améliorer, ajoutez-en, ou placez des modèles {{Source secondaire souhaitée}} ou {{Source secondaire nécessaire}} sur les passages mal sourcés. (février 2022)
Jencarlos Canela commence sa carrière musicale à l'âge de 12 ans, dans un groupe appelé Boom Boom Pop à Miami. En 2002, il enregistre en tant que soliste. C'est en 2004 qu'il se fait remarquer, lors de l'élection de Miss Monde où il se produit, puis également l'année suivante.
En 2006, Jencarlos est contacté pour jouer dans un film publicitaire pour Ford, où il compose la chanson utilisée Ride It Like A Ford. Il compose aussi des chansons en anglais, italien, allemand et portugais. Il joue de nombreux instruments tels que le piano, la guitare ainsi que de la batterie.
Jencarlos fait ses débuts d'acteur dans une telenovela intitulée Pecados ajenos, dans laquelle il interprète le rôle d'Alfredo Torres. Il a également collaboré avec la chanteuse dominicaine Cristal Marie pour créer le générique de cette série, Dibujemos un mundo. Il obtient ensuite un rôle secondaire dans Doña Bárbara, une autre telenovela de Telemundo.
Le 16 janvier 2009, il signe un contrat d'exclusivité avec Telemundo et, en mai 2009, il joue le premier rôle dans la telenovela Más sabe el Diablo, aux côtés de Gaby Espino , Miguel Varoni et Karla Monroig.
Jencarlos est l'ambassadeur d'Amérique latine pour le Christopher and Dana Reeve Foundation et a travaillé aux côtés de Meryl Streep, Robin Williams et Ben Stiller pour aider les gens qui souffrent de paralysie.
Le 10 novembre 2009, Jencarlos sort son premier album Búscame qui l'a permis d'obtenir son disque d'or, et la deuxième place du classement billboard des albums latins et la 91e place du billboard 200. Le premier single de cet album est Amor Quédate qui a été diffusé à la radio le 5 octobre 2009 et est l'un des thèmes de la telenovela Más sabe el Diablo.
Son deuxième album sort en février 2011 et s'appelle Un nuevo dia a également connu un bon accueil, atteignant la 1re place du classement Latin Pop Albums. En 2011, il refait une apparition sur le petit écran avec le rôle d'Andrés Santacruz / Suarez dans la telenovela à succès Mi corazón insiste, où il tient le premier rôle. Il est protagoniste dans la telenovela de la chaîne Telemundo, Pasión prohibida, où il interprète le rôle de Bruno Hurtado.
En 2011, il sort le single Tu Cuerpo avec Pitbull. À l'automne 2011, il sort un nouveau single intitulé Baila Baila toujours avec Pitbull ainsi mais avec aussi El Cata.
En 2012, il sort le single Dime qui est la bande originale de la série Pasion prohibida.

## Filmographie
- 2007-2008 : Pecados ajenos : Alfredo "Freddy" Torres Sandoval
- 2008-2009 : Doña Bárbara : Asdrúbal
- 2009 : Más Sabe El Diablo El Primer Golpe : Ángel Salvador
- 2009-2010 : El Diablo : Ángel Salvador
- 2010 : Hunted By Night : Brandon
- 2010 : Perro Amor : Lui-même (Jencarlos Canela)
- 2010 : Rosalinda Y Primitivo : Lucas Santamina
- 2010-2011 : Las cuatro mujeres : Juan
- 2011 : Mi corazón insiste : Andrés Santacruz Palacios Cruzettateto
- 2013 : Pasión prohibida : Bruno Hurtado
- 2015-2016 : Hot & Bothered : Xavier Castillo
- 2016 : The Passion Live : Jesus-Christ
- 2019 : Grand Hotel : El Rey
- 2020 : Ashley Garcia : géniale et amoureuse : Victor Garcia
- 2022 : The Man from Toronto  : Santoro

## Discographie

### Albums
- 2009 : Búscame
- 2011 : Un Nuevo Día
- 2014 : Jen Deluxe édition